# Aspidosperma dispermum
Aspidosperma dispermum är en oleanderväxtart som beskrevs av Müll.Arg.. Aspidosperma dispermum ingår i släktet Aspidosperma och familjen oleanderväxter. Inga underarter finns listade i Catalogue of Life.